# 那須弓雄
那須 弓雄（なす ゆみお、1892年6月27日 - 1942年10月26日）は、日本の陸軍軍人。最終階級は陸軍中将。

## 経歴
本籍栃木県。旧黒羽藩士・官吏、那須均の長男として東京で生まれる。京華中学校、仙台陸軍地方幼年学校、中央幼年学校を経て、1913年5月、陸軍士官学校（25期）を卒業、同年12月、歩兵少尉に任官し歩兵第59連隊付となる。1923年11月、陸軍大学校（35期）を卒業。
参謀本部付勤務、台湾軍幕僚付、歩兵第19連隊大隊長、上海派遣軍司令部付、鎮海湾要塞参謀、歩兵第78連隊付、関東軍司令部付（満州国軍顧問・第3軍管区付）、歩兵第59連隊長などを歴任。1940年3月、陸軍少将に進級。
歩兵第3旅団長を経て、第2歩兵団長としてジャワ島攻略作戦に参加。さらにガダルカナル島の戦いに従軍し、1942年10月に戦死した。死後、陸軍中将に特進した。

## 親族
- 長男 那須明（陸軍大尉、陸将）